# Salandra
Salandra község (comune) Olaszország Basilicata régiójában Matera megyében.

## Fekvése
A megye északnyugati részén fekszik a Salandrella patak völgyére néző egyik dombon.

## Története
A vidék első lakosai az enotrik voltak, az i.e. 8 században. Ennek a településnek a történetéről további adatok nem léteznek. A mai Salandra első említése egy pápai bullából származik 1060-ból. 1119-ben a montescagliosói grófok szerezték meg. Később a bencések, majd más nemesi családok birtoka lett. 1381-ben a tricaricói grófok szerezték meg, majd 1544-ben Francesco Revertera vásárolta meg. Az ő családjának birtoka maradt 1806-ig, amikor a Nápolyi Királyságban felszámolták a feudalizmust. 

## Népessége
A népesség számának alakulása:

## Főbb látnivalói
- Santa Maria l’Arabita-templom
- Santissima Trinità-templom
- San Rocco-templom
- Sant’Antonio-templom